# تنزاره
تنزاره (به عربی: تنزارة) یک شهرداری در الجزایر است که در استان سیدی بلعباس واقع شده‌است.